# Sam Ratulangi
 (septembre 2015).
Si vous disposez d'ouvrages ou d'articles de référence ou si vous connaissez des sites web de qualité traitant du thème abordé ici, merci de compléter l'article en donnant les références utiles à sa vérifiabilité et en les liant à la section « Notes et références ».
Le Dr. Gerungan Saul Samuel Jozias Ratulangi (ou Ratu Langie) (né le 5 novembre 1890 à Tondano, mort le 30 juin 1949 à Jakarta), connu sous le nom de Sam Ratulangi, était un professeur, journaliste et militant politique d'origine minahasa du nord de Célèbes (Indonesie). Il fut le premier gouverneur du sud de Célèbes après la proclamation de l'indépendance de l'Indonésie en 1945. Il figure dans la liste officielle des Héros nationaux d'Indonésie.
La devise qu'il avait inventée en langue tondano « Si Tou Timou Tumou Tou » (« les hommes vivent pour s'entraider ») a été adoptée à l'indépendance comme devise de sa région natale, la province de Sulawesi du nord.

## Enfance et éducation
Issu d'une famille riche et respectée de Minahasa, Sam Ratulangi a passé son enfance à Tondano, au cœur de l'actuelle région de célèbes nord, alors dans les Indes orientales néerlandaises. Il va à l'école à la Europesche Lagere School (école primaire coloniale) puis à la Hoofden School (équivalent du collège) de Tondano. Enfant brillant, il est rapidement envoyé à Batavia, à la Koninginlijke Wilhelmina School (école royale Wilhelmina, aujourd'hui SMK Negeri 1 Jakarta Budi Utomo) où il achève sa scolarité. Il part ensuite étudier en métropole à Amsterdam. Diplômé d'un master d'enseignement en sciences (Middelbare Acte Wiskunde en Paedagogiek) de l'université d'Amsterdam en 1917, il achève ses études en 1919 par un doctorat en philosophie à l'université de Zurich,.
Il retourne alors en Indonésie, à  Indonesia, Yogyakarta, où il enseigne les sciences en lycée ; il écrit plusieurs travaux en mathématiques, notamment sur les mathématiques pré-euclidiennes et une méthode d'apprentissage.
Il part ensuite vivre à Bandung, où il fonde la compagnie d'assurance Assurantie Maatschappij Indonesia ; c'est la première fois qu'apparait le mot "Indonésie" sur un document officiel. On lui attribue de fait l'invention de ce nom

## Engagement politique

### Mouvements d'étudiants
En Europe, il avait été un membre important des associations d'étudiants indonésiens et il a gardé ce lien avec ses anciens compagnons. Devenu secrétaire du conseil des étudiants de Minahasa en 1924, il use de sa position pour faire du lobby anticolonial. Il est reconnu comme principal artisan de l'abolition des travaux obligatoires (Herendiensten) qui était imposé aux indigène par les colons en Minahasa.
Il entre au parlement (Volksraad) en 1927, et continue son combat pour l'égalité des droits. Il participe alors au mouvement sumpa pemudah, fondateur de la langue indonésienne, et fait partie des fondateurs de l'association des étudiants indonésiens (Vereniging van Indonesische Academici) en 1932.  Son mandat au parlement s'achève en 1937 par son arrestation et emprisonnement de sept mois pour activisme anticolonial.  

### Écrits politiques
Peu avant son arrestation, il était devenu éditeur de Nationale Commentaren, un magazine d'information néerlandophone. 
En juin 1937 parait Indonesia in den Pacific, le premier ouvrage de Sam Ratulangi. Visionnaire, il y décrit son inquiétude face à la militarisation du Japon et prévoit sa probable invasion de l'Indonésie, qui possède toutes les ressources qui lui font défaut. Il développe aussi l'idée du rôle de leader que l'indonésie et d'autres pays de l'Asie du Sud-est pourraient jouer sur le l'océan pacifique.

### À l'indépendance
Proche de Sukarno, il est l'un des membres du comité préparatoire à l'indépendance de l'Indonésie. Il participe notamment à la rédaction de la constitution et aux débats entourant la Pancasila. Le 17 août 1945, à la suite de la déclaration d'indépendace, il est nommé gouverneur de Célèbes (Sulawesi) et prend ses fonctions le 22 du même mois.

## Fin de vie et postérité

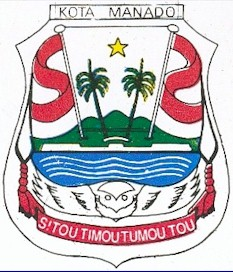
Comme la région de Célèbes Nord, Manado a adopté pour devise « Si Tou Timou Tumou Tou », parole de Sam Ratulangi

Il est à nouveau arrêté le 5 avril 1946 par les Hollandais (qui reprennent le pays avec l'appui du Royaume-Uni) pour haute trahison, il est alors exilé à Serui, sur l'île Yapen, pendant trois ans. Il est libéré le 23 mars 1948 et emmené à Yogyakarta. Arrêté de nouveau le 25 décembre 1948, il est finalement relâché, pour cause de santé (il est cardiaque) en février 1949 à Jakarta, où il meurt le 30 juin, six mois avant l'indépendance officielle de son pays.
Il est officiellement reconnu héros national (Pahlawan Kemerdekaan Nasional) par Sukarno en août 1961.
Plusieurs avenues à Jakarta, Bandung, Manado et Tondano, l'aéroport international Sam Ratulangi, ainsi que l'université de Manado ont été baptisés en son honneur.